# Wer’wolf MkII

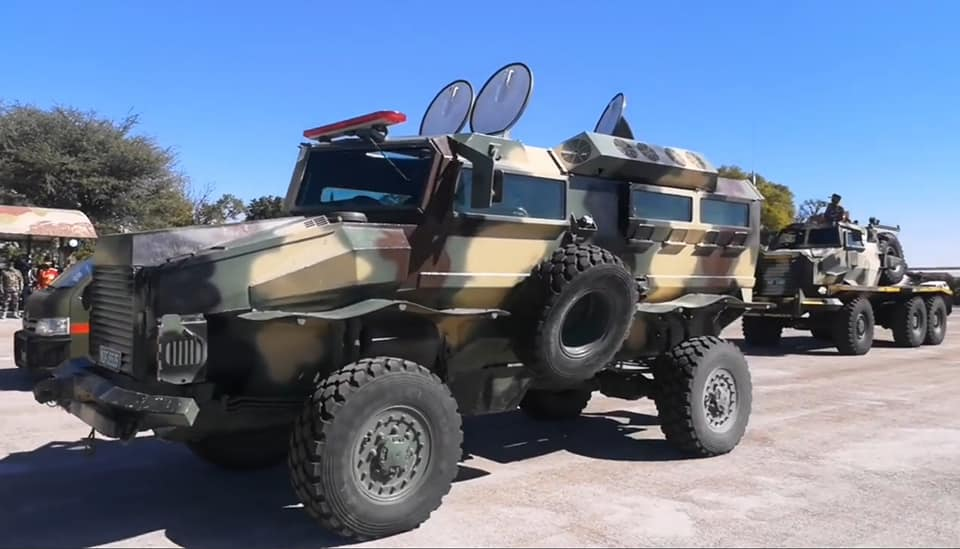
Wer’wolf MkII als Krankenwagen

Der Wer’wolf MkII ist ein in Namibia entwickeltes und seit 1998 gebautes Mine Protected Vehicle. Es wird vom Unternehmen Windhoeker Maschinenfabrik in Windhoek gebaut, das zur staatseigenen August 26 Holding gehört, die sich wiederum in Besitz des Verteidigungsministeriums befindet. Es wird seit 2015 durch den Wer’wolf MkIII ersetzt.

## Aufbau
Der Wer’wolf MkII baut auf einem Fahrgestell, Achse und Motor von MAN auf. Er bietet in der Standardausführung Platz für vier Besatzungsmitglieder inklusive Fahrer. Aufgrund der modularen Bauweise sind Konfigurationen als Mannschaftstransportwagen für bis zu zehn Besatzungsmitglieder möglich.
Das 17,272 Tonnen schwere Fahrzeug hat eine Länge von 5,86 Metern, eine Breite von 2,335 Metern und eine Höhe von 2,65 Metern. Seine Panzerung hält bis zu 7,62 × 51 mm NATO und Landminen von bis zu 14 Kilogramm (unter dem Fahrzeug) bzw. bis 21 Kilogramm (unter den Reifen) stand.

## Varianten
Der Wer’wolf MkII wird nicht nur als Mannschaftstransportwagen gebaut, sondern ist auch in den folgenden Konfigurationen möglich und für nachstehende Einsatzbereiche ausgelegt:
- Krankenwagen
- Flugabwehr
- Schützenpanzer mit einer 73-Millimeter-Kanone
- Transportfahrzeug für V.I.P.s
- Frachtfahrzeug
- Raketenwerfer
- Abschleppfahrzeug
- Tankfahrzeug
- Crowd and Riot Control

Eine weitere Variante wurde von der Windhoeker Maschinenfabrik gemeinsam mit Henrik Ehlers Consult entwickelt.

## Nutzer
- Namibia – durch die Namibian Army und namibische Polizei
- Angola – Einsatz bei gemeinsamen Manövern im Rahmen der African Standby Force 2015
- Deutschland – Menschen gegen Minen[1]
- Demokratische Republik Kongo
- Vereinigtes Königreich – Aegis Defense Services[8]
- Vereinigte Staaten – United States Army Corps of Engineers verfügt über drei bis neun Fahrzeuge[9][10]
- Eswatini

Zudem sind Bilder aufgetaucht, die den Einsatz durch Peschmerga-Kämpfer zeigen.